# Walter Hess (Schauspieler)
Walter Hess (* 8. März 1939 in Luzern, Schweiz) ist ein Schweizer Schauspieler.

## Leben
Walter Hess studierte von 1960 bis 1963 Schauspiel an der Schauspiel Schule Zürich bei Linde Strube und legte seine Bühnenreifeprüfung 1963 in Stuttgart ab. Nach seinem ersten Theaterengagement am Theater Konstanz (1963–1968) folgten weitere Engagements am Schauspielhaus Zürich (1970–1971) und am Theater Basel (1972–1980). Später zog er nach Deutschland, wo er unter anderem Ende der 1980er Jahre am Theater Bonn und ab 1997 am Schauspielhaus Hannover beschäftigt war. Seit 2002 ist er festes Ensemblemitglied  der Münchner Kammerspiele. Parallel dazu stand er in den letzten Jahren vermehrt vor der Kamera und war in Spielfilmen wie Sophie Scholl – Die letzten Tage (2005), Kirschblüten – Hanami (2008), Obendrüber, da schneit es (2012) und Der Hund begraben (2016) zu sehen.
Im Herbst 2014 nahm er an den Dreharbeiten der Romanverfilmung von Peter Stamms Agnes unter der Regie von Johannes Schmid teil, bei der er die Rolle des Professor Kutasov spielt. Der Film kam 2016 in die Kinos.

## Filmografie (Auswahl)
- 1968: Kraft des Gesetzes
- 1970: Prometheus aus der Seitengasse
- 1978: Ursula
- 1980: Das Boot ist voll
- 1981: Der Erfinder
- 1982: Der Besuch der alten Dame
- 1983: Die schwarze Spinne
- 1996: Zerrissene Herzen
- 1996: Polizeiruf 110: Kleine Dealer, große Träume (Fernsehserie)
- 1999: Dunkle Tage
- 2003: Katz und Hund
- 2005: Sophie Scholl – Die letzten Tage
- 2006: Grounding – Die letzten Tage der Swissair
- 2008: Kirschblüten – Hanami
- 2009: Dr. Hope – Eine Frau gibt nicht auf
- 2010: Der letzte schöne Herbsttag
- 2010: Sonntagsvierer
- 2011: Kann denn Liebe Sünde sein?
- 2011: Polizeiruf 110: Cassandras Warnung
- 2012: Obendrüber, da schneit es
- 2013: Der blinde Fleck
- 2013: SOKO 5113 – Ein Leben in Würde
- 2016: Agnes
- 2016: Am Abend aller Tage
- 2016: Der Hund begraben
- 2018: Der Bestatter (Fernsehserie)
- 2019: Bella Germania
- 2019: Tatort: Lakritz
- 2019: Now or Never
- 2023: München Mord: Der gute Mann vom Herzogpark (Fernsehreihe)

## Auszeichnungen
- 2020: Theaterpreis der Landeshauptstadt München